# Michel Lafis
Michel Lafis (Stockholm, 19 september 1967) is een Zweeds voormalig professioneel wielrenner. Hij reed voor Amore & Vita, Team Telekom en TVM. Lafis werd in 1990 Zweeds kampioen op de ploegentijdrit, samen met Magnus Knutsson en Per Moberg. In 1997 werd hij individueel Zweeds kampioen.

## Carrière
Lafis heeft viermaal mee gedaan aan de Olympische Spelen. Op de Olympische Spelen van 1988 (Seoel) behaalde hij een bronzen medaille op de ploegentijdrit, samen met Björn Johansson, Jan Karlsson en Anders Jarl. Op de individuele wegrit eindigde hij als 43e. Vier jaar later, op de Olympische Spelen van 1992 (Barcelona) deed hij enkel mee aan de individuele wegrit, waar hij net buiten de top-10 viel, namelijk de 12e plaats. Weer vier jaar later, op de Olympische Spelen van 1996 (Atlanta) finishte hij als 34e op de individuele wegrit. De Olympische Spelen van 2000 (Sydney) waren zijn laatste spelen. Hij behaalde de finish niet. Het jaar 2000 was tevens zijn laatste professionele seizoen.
In september 2006 werd Lafis ploegleider bij Unibet (later Cycle-Collstrop).

## Belangrijkste overwinningen
1987
- Zweeds kampioen tijdrijden, ploegenklassement, Elite (met Magnus Knutsson en Roul Fahlin)

1988
- Scandinavisch kampioen ploegentijdrit, Amateurs (met Anders Jarl, Björn Johansson en Jan Karlsson)
- ploegentijdrit Olympische Spelen

1989
- Scandinavisch kampioen ploegentijdrit, Amateurs (met Björn Johansson, Magnus Knutsson en Jan Karlsson)

1990
- Zweeds kampioen ploegentijdrit, Elite (met Magnus Knutsson en Per Moberg)

1992
- 4e etappe Ronde van Zweden

1994
- 1e etappe Ronde van Zweden

1995
- 3e etappe Ronde van Zweden
- 4e etappe GP Tell

1996
- Zweeds kampioen estafette, Elite (met Håkan Isacson en Markus Andersson)

1997
- Zweeds kampioen op de weg, Elite

## Resultaten in voornaamste wedstrijden
| Jaar | Ronde van Italië | Ronde van Frankrijk | Ronde van Spanje |
| ---- | ---------------- | ------------------- | ---------------- |
| 1994 |                  |                     | 93e              |
| 1995 | 23e              |                     |                  |
| 1996 |                  |                     | opgave           |
| 1997 |                  |                     |                  |
| 1998 | buiten tijd      |                     | 70e              |
| 1999 | 91e              |                     | 21e              |
| 2000 | 70e              | 78e                 |                  |

| Jaar | Milaan-San Remo | Parijs-Roubaix | Amstel Gold Race | Luik-Bast.‑Luik |
| ---- | --------------- | -------------- | ---------------- | --------------- |
| 1994 |                 |                |                  |                 |
| 1995 | 130e            |                |                  |                 |
| 1996 |                 |                |                  |                 |
| 1997 |                 | 64e            |                  | 103e            |
| 1998 |                 |                |                  |                 |
| 1999 |                 |                |                  |                 |
| 2000 | 63e             |                | 72e              | 53e             |

Wielerploegen van Michel Lafis
Aldag ·
Audehm ·
Bölts ·
Dietz ·
Gröne ·
Henn ·
Heppner ·
Holm ·
Hundertmarck ·
Kummer ·
Lafis · 
Ludwig ·
Poelnikov ·
Raab ·
Trumheller ·
Ullrich ·
Werner ·
Wesemann ·
Zabel
Aldag ·
Andersson (tot 31/10) ·
Audehm ·
Bölts ·
Dietz ·
Henn ·
Heppner ·
Holm ·
Hundertmarck ·
Kummer ·
Lafis · 
Ludwig ·
Meinert-Nielsen ·
Riis ·
Ullrich ·
Werner ·
Wesemann ·
Zabel ·
Kyneb (stagiair)
Aldag ·
Bölts ·
Corvers ·
Dietz ·
Henn ·
Heppner ·
Holm ·
Hundertmarck ·
Kummer ·
Lafis · 
Lombardi ·
Ludwig (tot 15/02) ·
Riis ·
Schaffrath ·
Totschnig ·
Ullrich ·
Wesemann ·
Zabel
Andersson ·
Asmaker ·
Blijlevens ·
Capiot ·
de Jongh ·
Dubbeldam ·
Hoffman · 
Ivanov ·
Knaven ·  
Lafis ·
Larsen ·
Michaelsen ·
Møller ·
Oesjakov ·
Roux · 
Van Bondt ·
van der Ven ·
Van Dyck ·
van Kessel ·
Van Petegem ·
Voskamp · 
Vries
Asmaker ·
Blijlevens ·
Capiot ·
Casarotto ·
de Jongh ·
Hoffman · 
Ivanov ·
Klier ·
Knaven ·  
Lafis ·
Møller (tot 31/07) ·
Oesjakov ·
Van Bondt ·
van der Ven ·
Van Dyck ·
van Kessel ·
Van Petegem ·
van Steen ·
Voskamp · 
Vries ·
Kleynen (stagiair) ·
Scheirlinckx (stagiair) ·
Schmitz (stagiair)
Bruylandts (tot 31/03) ·
Capiot (tot 30/04) ·
Ivanov ·
Kleynen ·
Klier ·
Knaven ·  
Koerts ·
Lafis ·
Löwik ·
Magnusson ·
McEwen ·
Michajlov ·
Moerenhout ·
Ronellenfitsch ·
Schmitz ·
Spinelli ·
Van Bondt ·
van der Ven ·
van Kessel ·
Van Petegem ·
van Steen ·
Vansevenant · 
Vries ·
de Jong (stagiair) ·
Ruyloft (stagiair) ·
Van Der Auwera (stagiair)